# Kalamata Cup 2011
| 19. Kalamata Cup 2011     | 19. Kalamata Cup 2011 |
| ------------------------- | --------------------- |
| Logo                      |                       |
| Veranstaltungsort         | Kalamata              |
| Teilnehmende Nationen     | 22                    |
| Teilnehmende Gymnastinnen | 114                   |
| Wettbewerbe               | 8                     |
| Eröffnung                 | 15. April 2011        |
| Abschluss                 | 17. April 2011        |
| Chronik                   |                       |
| ← Kalamata Cup 2010       | Kalamata Cup 2012 →   |

Der 19. Kalamata Cup 2011 fand im Rahmen der FIG World Cup Series 2011 der Rhythmischen Sportgymnastik statt und wurde zwischen dem 15. und 17. April 2011 in Kalamata, Griechenland ausgetragen.
Die Auflage dieses Turniers war der im Vorjahr verstorbenen Eleni Polychronidou gewidmet.

## Teilnehmende Nationen
| - Griechenland - Australien - Aserbaidschan - Belgien - Bulgarien - Frankreich | - Israel - Italien - Kasachstan - Malaysia - Österreich - Polen | - Rumänien - Russland - Schweden - Türkei - Ukraine - Ungarn | - Usbekistan - Vereinigtes Königreich - Belarus - Zypern |

## Ergebnisse

### Einzelwettkampf

#### Einzelmehrkampf
Am Mehrkampfnahmen 36 Gymnastinnen teil. Dieser Bestand aus den Disziplinen Reifen, Ball, Keulen und Band. Zur Ermittlung des Gesamtstandes wurden die Wertungen aus den Teildisziplinen addiert. Zudem qualifizierten sich die jeweils besten Acht jeder Disziplin für die Gerätefinals. Der Mannschaftsmehrkampf findet beim Kalamata Cup keine Berücksichtigung.
| Rang |
| 1    |
| 2    |
| 3    |
| 4    |
| 5    |
| 6    |
| 7    |
| 8    |
| 9    |
| 10   |
| 11   |
| 12   |
| 13   |
| 14   |
| 15   |
| 16   |
| 17   |
| 18   |
| 19   |
| 20   |
| ---- |

| Gymnastin              | Land          |        |        |        |        | Gesamt  |
| ---------------------- | ------------- | ------ | ------ | ------ | ------ | ------- |
| Darja Dmitrijewa       | Russland      | 28,125 | 27,800 | 27,950 | 28,350 | 112,225 |
| Darja Kondakowa        | Russland      | 27,600 | 28,350 | 27,900 | 28,300 | 112,150 |
| Ljubou Tscharkaschyna  | Belarus       | 27,825 | 27,400 | 27,325 | 27,975 | 110,525 |
| Aliya Garayeva         | Aserbaidschan | 27,200 | 27,575 | 27,400 | 27,200 | 109,375 |
| Silviya Miteva         | Bulgarien     | 27,050 | 27,000 | 27,550 | 27,250 | 108,850 |
| Neta Rivkin            | Israel        | 27,375 | 27,225 | 26,850 | 27,100 | 108,550 |
| Anna Alyabyava         | Kasachstan    | 27,200 | 26,625 | 27,050 | 26,500 | 107,375 |
| Ulyana Trofimova       | Usbekistan    | 26,525 | 27,225 | 26,350 | 27,075 | 107,175 |
| Joanna Mitrosz         | Polen         | 26,750 | 26,400 | 26,850 | 26,800 | 106,800 |
| Alina Maskymenko       | Ukraine       | 27,175 | 25,850 | 27,000 | 26,700 | 106,725 |
| Varvara Filiou         | Griechenland  | 26,525 | 26,500 | 26,300 | 26,500 | 105,825 |
| Caroline Weber         | Österreich    | 26,550 | 26,200 | 26,600 | 26,400 | 105,750 |
| Hanna Rabtsava         | Belarus       | 25,900 | 26,725 | 26,050 | 25,450 | 104,125 |
| Zeynab Javaldi         | Aserbaidschan | 26,250 | 26,500 | 25,450 | 25,900 | 104,100 |
| Chrystalleni Trikomiti | Zypern        | 26,100 | 25,800 | 26,400 | 25,650 | 103,950 |
| Viktoria Mazur         | Ukraine       | 26,050 | 25,675 | 25,600 | 25,650 | 102,975 |
| Therese Larsson        | Schweden      | 25,900 | 25,225 | 25,500 | 25,575 | 102,200 |
| Alexandra Piscupescu   | Rumänien      | 25,000 | 25,475 | 25,750 | 25,925 | 102,150 |
| Federica Febbo         | Italien       | 25,900 | 24,950 | 24,800 | 25,750 | 101,400 |
| Artemi Gavezou Castro  | Griechenland  | 25,550 | 25,250 | 24,700 | 25,625 | 101,125 |

- blau markierte Felder zeigen die Teilnahmeberechtigung für die Gerätefinals, durch Doppelklick auf die Pfeile einer Teildisziplin wird die individuelle Rangfolge angezeigt

#### Gerätefinals
Für die Gerätefinals qualifizierten sich die jeweils besten Acht Gymnastinnen jeder Teildisziplin des Mehrkampfes, sofern sie nicht auf ihre Startberechtigung verzichteten.
| Platz | Land          | Mannschaft            | Punkte |
| ----- | ------------- | --------------------- | ------ |
| 1     | Belarus       | Ljubou Tscharkaschyna | 27.800 |
| 2     | Russland      | Darja Dmitrijewa      | 27.800 |
| 3     | Russland      | Darja Kondakowa       | 27.700 |
| 4     | Aserbaidschan | Aliya Garayeva        | 27.600 |
| 5     | Bulgarien     | Silviya Miteva        | 27.575 |
| 6     | Ukraine       | Alina Maskymenko      | 27.425 |
| 7     | Israel        | Neta Rivkin           | 27.250 |
| 8     | Kasachstan    | Anna Alyabyava        | 26.000 |

| Platz | Land          | Mannschaft            | Punkte |
| ----- | ------------- | --------------------- | ------ |
| 1     | Russland      | Darja Kondakowa       | 28.250 |
| 2     | Russland      | Darja Dmitrijewa      | 28.150 |
| 3     | Usbekistan    | Ulyana Trofimova      | 27.500 |
| 4     | Belarus       | Ljubou Tscharkaschyna | 27.100 |
| 5     | Israel        | Neta Rivkin           | 27.100 |
| 6     | Belarus       | Hanna Rabtsava        | 26.700 |
| 7     | Griechenland  | Varvara Filiou        | 26.475 |
| 8     | Aserbaidschan | Aliya Garayeva        | 25.025 |

| Platz | Land          | Mannschaft            | Punkte |
| ----- | ------------- | --------------------- | ------ |
| 1     | Bulgarien     | Silviya Miteva        | 27.950 |
| 2     | Russland      | Darja Kondakowa       | 27.850 |
| 3     | Russland      | Darja Dmitrijewa      | 27.450 |
| 4     | Belarus       | Ljubou Tscharkaschyna | 27.250 |
| 5     | Israel        | Neta Rivkin           | 27.175 |
| 6     | Kasachstan    | Anna Alyabyava        | 26.700 |
| 7     | Ukraine       | Alina Maskymenko      | 25.800 |
| 8     | Aserbaidschan | Aliya Garayeva        | 25.000 |

| Platz | Land          | Mannschaft            | Punkte |
| ----- | ------------- | --------------------- | ------ |
| 1     | Russland      | Darja Kondakowa       | 27.850 |
| 2     | Bulgarien     | Silviya Miteva        | 27.700 |
| 3     | Belarus       | Ljubou Tscharkaschyna | 27.375 |
| 4     | Russland      | Darja Dmitrijewa      | 27.250 |
| 5     | Polen         | Joanna Mitrosz        | 26.700 |
| 6     | Usbekistan    | Ulyana Trofimova      | 26.575 |
| 7     | Israel        | Neta Rivkin           | 26.475 |
| 8     | Aserbaidschan | Aliya Garayeva        | 26.025 |

### Gruppenwettkampf

#### Gruppenmehrkampf
Am Mehrkampf nahmen 78 Gymnastinnen teil. Dieser bestand aus zwei Teildisziplinen, deren Resultate für die Gesamtwertung zusammen addiert wurden. Für die anstehenden Gerätefinals qualifizierten sich die besten Acht Gruppen jeder Einzeldisziplin.
| Rang |
| 1    |
| 2    |
| 3    |
| 4    |
| 5    |
| 6    |
| 7    |
| 8    |
| 9    |
| 10   |
| 11   |
| 12   |
| 13   |
| ---- |

| Land          | Gruppe        | 5      | 2+3    | Gesamt |
| ------------- | ------------- | ------ | ------ | ------ |
| Bulgarien     | Bulgarien     | 27,050 | 27,000 | 54,050 |
| Belarus 1995  | Weißrussland  | 26,100 | 27,650 | 53,750 |
| Israel        | Israel        | 26,000 | 25,900 | 51,900 |
| Frankreich    | Frankreich    | 25,925 | 25,725 | 51,650 |
| Russland      | Russland      | 25,500 | 24,750 | 50,250 |
| Ungarn        | Ungarn        | 24,975 | 25,050 | 50,025 |
| Ukraine       | Ukraine       | 25,500 | 24,200 | 49,700 |
| Polen         | Polen         | 25,075 | 22,825 | 47,900 |
| Aserbaidschan | Aserbaidschan | 25,050 | 22,675 | 47,725 |
| Griechenland  | Griechenland  | 23,775 | 23,000 | 46,775 |
| Usbekistan    | Usbekistan    | 22,150 | 22,750 | 44,900 |
| Osterreich    | Österreich    | 23,800 | 21,050 | 44,850 |
| Kasachstan    | Kasachstan    | 21,675 | 22,225 | 43,900 |

#### Gerätefinals
An den Gerätefinals nahmen die jeweils besten Acht Gruppen der Teildisziplinen teil.
| Rang | Land          | Gruppe        | Punkte |
| ---- | ------------- | ------------- | ------ |
| 1    | Israel        | Israel        | 27,100 |
| 2    | Bulgarien     | Bulgarien     | 26,575 |
| 3    | Frankreich    | Frankreich    | 25,875 |
| 4    | Aserbaidschan | Aserbaidschan | 25,500 |
| 5    | Polen         | Polen         | 25,100 |
| 6    | Ungarn        | Ungarn        | 24,750 |
| 7    | Ukraine       | Ukraine       | 24,700 |
| 8    | Russland      | Russland      | 22,825 |

| Rang | Land         | Gruppe       | Punkte |
| ---- | ------------ | ------------ | ------ |
| 1    | Bulgarien    | Bulgarien    | 27,075 |
| 2    | Israel       | Israel       | 26,875 |
| 3    | Russland     | Russland     | 25,625 |
| 4    | Ukraine      | Ukraine      | 25,200 |
| 5    | Ungarn       | Ungarn       | 24,950 |
| 6    | Polen        | Polen        | 24.600 |
| 7    | Frankreich   | Frankreich   | 24,700 |
| 5    | Griechenland | Griechenland | 24,425 |